# Rubin
Rubin (od latinskog ruber = crvena boja) je crveni dragi kamen. Jedna od varijeteta minerala korunda (aluminijev oksid). Boja rubina varira od ružičaste do crvene boje krvi. Prirodni rubini su vrlo rijetki. Postoji još jedna vrsta dragoga kamena safir, koji isto predstavlja jedan varijetet korunda. Smatra se jednim od četiri najvrijednija draga kamena, zajedno sa safirom, smaragdom i dijamantom.
Na Mohsovoj skali se nalazi pod pod brojem 9 što znači da je na toj skali drugi najtvrđi mineral poslije dijamanta.

## Svojstva
Kemijska formula rubina je Al2O3 i predstavlja varijaciju korunda. Svi prirodni rubini imaju nečistoće, bilo da su nečistoće u boji ili inkluzije rutila. Poznavatelji dragog kamenja pomoću nečistoća rutila otkrivaju jesu li rubini prirodni ili sintetički. Crvena boja potiče od malih količina kroma kojeg rubin sadrži.

## Nalazišta rubina
Rubini se najviše nalaze u 
- Mjanmaru,
- Šri Lanci,
- Keniji,
- Madagaskaru
- Kambodži i
- SAD-u
- na lokalitetu Namanhumbir, kraj grada Montepueza (Mozambik), nalazi se značajnije nalazište rubina.

## Vanjske poveznice
- MinDat - Ruby (engl.)